# Antonio Francesco Grazzini
Antonio Francesco Grazzini (o Antonfrancisco Grazzini, también conocido como “El Lasca” o «Leuciscus» (Florencia, 22 de marzo de 1503 - 18 de febrero de 1584) era un autor italiano.

## Biografía
Nacido en Staggia Senese («Yo soy de Staggia, que es mi patria y la mis ancestros, la antigua villa…») en el seno de una buena familia, apenas se conocen datos de su crianza y educación. En su juventud hizo prácticas para ser boticario. En 1540 forma parte de la fundación de la Accademia degli Umidi, rebautizada luego como Academia Florentina. También participó en la creación de la Accademia della Crusca, en la cual publicó su Vocabulario. En ambas sociedades fue conocido como El Lasca o Leuciscus, respetado en la prosa Toscana por su estilo flexible y rico, aunque sin afectación.
Al parecer, Grazzini era temperamental y su vida fue rica en peleas literarias. Los hermanos Umidi le expulsaron de su academia por un tiempo, debido a su crítica cruel del «Arameans» (un partido de académicos que defendía que el florentino era una lengua derivada del hebreo, las lenguas arameas, o alguna otra rama semítica). Fue readmitido en 1566, cuando su amigo Salviati era cónsul.

## Trabajos principales
- Le Cene (1549), una colección de historias a la manera de Boccaccio, y un número de comedias de prosa
- Los Celos (1568)
- El Espíritu ala (1561)
- Yo Padre adi
- La Arenga
- La Sibilla
- La Pinzochera
- L'Arzigogolo

Un número de variados poemas, unas cuantas cartas y Cuatro Oraciones a la Cruz completa la lista de trabajos de Grazzini.
También editó los trabajos de Francesco Berni, y recolectó Tutti I trionfi, larri, mascherate o canti carnascialeschi, andati per Firenze dal tempo de Lorenzo de Médici por el año 1559 ( influido por el " Fausto" de Goethe). En 1868 Adamo Rossi publicó Ricerche per le biblioteche di Perugia, tres novelas de Grazzini, un manuscrito del siglo XVI encontrado en la Comuna de Perugia; y en 1870 una colección pequeña de aquellos poemas que eran inéditos pero que luego volvieron a aparecer en Poggibonsi, Alcune poesie inedite.